# Tabanus samarensis
Tabanus samarensis är en tvåvingeart som beskrevs av Philip 1959. Tabanus samarensis ingår i släktet Tabanus och familjen bromsar. Inga underarter finns listade i Catalogue of Life.